# Lifan 720

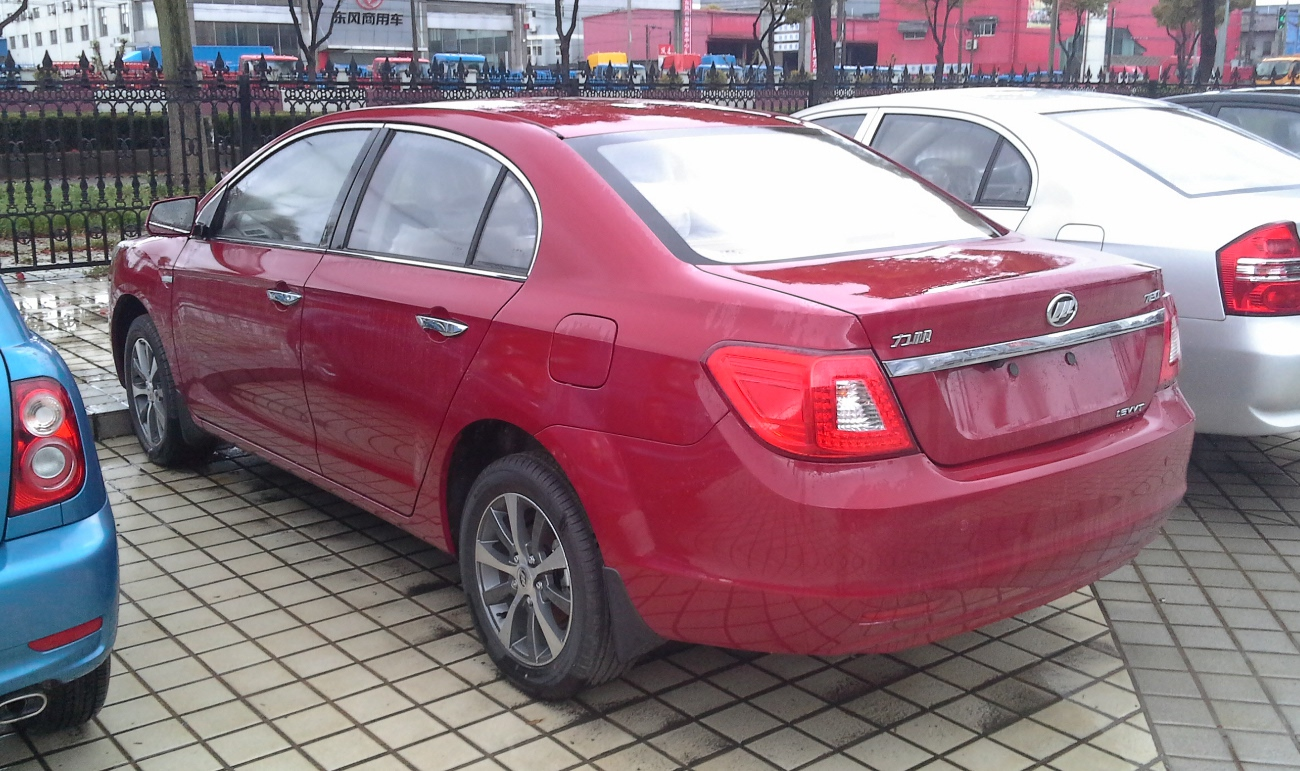
Heckansicht

Der Lifan 720 ist eine Limousine des chinesischen Automobilherstellers Lifan.

## Geschichte
Das Fahrzeug wurde auf der Shanghai Motor Show 2011 der Öffentlichkeit vorgestellt und wurde ab Ende 2012 in China verkauft. In anderen Ländern begann der Verkauf im März 2013, das Fahrzeug wurde hier auch unter dem Namen Lifan Cebrium vertrieben. In Deutschland war die Limousine nicht erhältlich.

## Technische Daten
Das Fahrzeug wurde von einem 1,8-Liter-Vierzylindermotor angetrieben, der 94 kW (128 PS) leistet. Der Motor kommt auch im Lifan 630, im Lifan 820 und im Lifan X60 zum Einsatz.
|                                             | Cebrium               |
| Bauzeitraum                                 | 12/2012–07/2017       |
| Motorkenndaten                              |                       |
| Motortyp                                    | R4-Ottomotor          |
| Hubraum                                     | 1794 cm³              |
| max. Leistung bei min−1                     | 94 kW (128 PS) / 6000 |
| max. Drehmoment bei min−1                   | 168 Nm / 4200–4500    |
| Kraftübertragung                            |                       |
| Antrieb                                     | Vorderradantrieb      |
| Getriebe, serienmäßig                       | 5-Gang-Schaltgetriebe |
| Getriebe, optional                          | Stufenloses Getriebe  |
| Messwerte                                   |                       |
| Höchstgeschwindigkeit                       | 180 km/h              |
| Beschleunigung, 0–100 km/h                  | 13,5 s                |
| Kraftstoffverbrauch auf 100 km (kombiniert) | 7,9 l Super           |
| Tankinhalt                                  | 55 l                  |